# Första militärmusikkåren
Första militärmusikkåren ursprungligen Arméns musikkår i Stockholm var en svensk militärmusikkår bildad 1957 genom en sammanslagning av musikkårerna inom Stockholms garnison.

## Historia
1956 års musikorganisation med verkan från 1 april 1957 medförde att antalet militärmusikkårer till en början minskade från 43 till 36 och att personalen flyttades från förbanden till tre krigsmaktsgemensamma personalkårer: Armémusiken, Marinmusiken och Flygmusiken.
Av Stockholmsförbandens musikkårer bildades Arméns musikkår i Stockholm och Flygvapnets musikkår i Stockholm som förlades vid Kungliga Svea Livgarde (I 1) i Sörentorp respektive Kungliga Svea Flygflottilj (F 8) i Barkarby. Till detta kom också den befintliga Flottans musikkår i Stockholm.
Musikkåren ändrade 1960 namn till Första militärmusikkåren och kvarstod tills den militära musikorganisationen avvecklades 1971 då den sammanslogs med Andra militärmusikkåren (f.d. Flottans musikkår i Stockholm) till Stockholmsmusiken inom den civila organisationen Statens regionmusik.

## Beridna avdelningen
Ur f.d. Livgardesskvadronens (K 1:s) musikkår som funnits sedan 1928 bildades Beridna avdelningen ur Första militärmusikkåren som med vissa mindre förändringar i praktiken var detsamma som K 1:s gamla musikkår. Beridna avdelningen som kom att förläggas till K 1:s kaserner på Lidingövägen gjorde sin högvaktsdebut på valborgsmässoafton 1958.
Denna avdelning kvarstod även efter 1971 som Beridna avdelningen ur Regionmusiken men nedlades efter ett sista framträdande på valborgsmässoafton 1992 för att helt ersättas av den militära Livgardets dragontrumpetarkår. Beridna avdelningen bar efter länsmusikreformen 1988 namnet Stockholmsmusikens Livdragoner.